# 足利義維
足利 義維（あしかが よしつな）は、戦国時代から安土桃山時代にかけての人物。室町幕府第11代将軍・足利義澄の次男（または長男）。第10代将軍・足利義稙の養子。第14代将軍・足利義栄の父。堺公方、平島公方（阿波公方）、四国室町殿と呼ばれた。

## 改名歴
一般的には義維の名で広く知られているが、生涯の間に数回改名している。幼名は不詳。
- 義賢（よしかた） - 義稙が大永元年（1521年）に京都を出奔したときに、義賢を伴って和泉・淡路を転地とあり、その名が見える[11]。
- 義維（よしつな） - 大永7年（1527年）7月13日の叙任時、義賢から改名[12]。
- 義冬（よしふゆ） - 天文3年（1534年）9月末の堺公方崩壊後、淡路国志筑浦に渡ったときに義維から改名[12]。

※以下、本文中では原則、記事題名となっている義維で統一する。

## 生涯

### 誕生と阿波への下向
永正6年（1509年）、または同8年（1511年）、足利義澄の次男（または長男）として、近江国蒲生郡の水茎岡山城で誕生した。母は武衛娘、または細川成之の娘とされる。
当時、父の義澄は大内義興に擁された前将軍・足利義稙が上洛した煽りを受け、将軍職を解任されており、近江の六角高頼を頼って落ち延びていた。だが、永正8年に六角高頼が義稙と内通しているとの噂が流れたため、義澄は2人の息子をそれぞれ別の地域に送ることにした。兄弟の義晴が播磨国の赤松義村のもとに送られたのに対し、義維は阿波国の細川澄元のもとに送られ、その庇護の下で成長した。
永正18年（大永元年、1521年）3月、管領の細川高国と対立した義稙が京都を出奔し、7月に義晴が高国によって新将軍に擁立された。他方、義稙は阿波に逃れたが、息子のいない彼は義維を養子とした。

### 将軍への擁立と堺公方の樹立
大永6年（1526年）7月、細川高国が家臣の香西元盛を細川尹賢の讒言に応じて殺害すると、元盛の兄弟である波多野元清や柳本賢治らが高国から離反し、内紛が発生した。これにより、新たな戦乱が始まり、義晴の幕府が動揺した。そして、長らく阿波に逼塞していた義維、細川晴元 （澄元の嫡子、当時は六郎）及びその重臣である三好元長らはこれを好機ととらえた。
11月19日、三好元長と細川晴元の側近・可竹軒周聡が阿波より連署で、波多野清秀が義維方に帰参したことを波多野次郎に伝えており、畿内の反高国方と連絡を取り合っている。
12月14日、四国衆や畠山式部少輔、畠山上総などの軍勢7、8千が和泉の堺に渡海した。
大永7年（1527年）2月、義維は高国と対立していた細川晴元、三好元長に擁立され、阿波から淡路に兵を勧めた。また、晴元方の細川澄賢、三好勝長、三好政長らが堺を経て、上京した。このとき、義維・晴元方は和泉の松浦守や因幡の山名誠通、伊勢の長野稙藤らと連携し、義晴・高国方に属する但馬の山名誠豊や近江の六角定頼、伊勢の北畠晴具を牽制する戦略を進めていた。
2月13日、晴元方が高国方を桂川原の戦いで破り、義晴と高国を京から近江坂本に放逐した。
3月22日、晴元と義維は三好元長に奉じられ、堺へと入った。その後、義維は入京せず、堺の四条道場引接寺に滞在しながら、晴元とともに京都を支配した。そのため、義維とその政権は現在の戦国史において、堺公方（または堺大樹、堺幕府）と呼ばれている。
6月17日、義維は朝廷に対し、従五位下・左馬頭への叙任を請願した。左馬頭は足利将軍家の家督継承者、あるいは後継者が任じられる官職である。
7月13日、義維は朝廷より、従五位下・左馬頭に叙任された。この叙任によって、義維は将軍就任の前提を得る形となった。また、義維は東坊城和長の撰進によって、名を「義賢」から「義維」に改めた。
これにより、義維は当時、将軍を意味する「武家」、「公方」、「大樹」と呼称され、畿内には事実上、二人の将軍が存在することになった。義維は既に前年の12月より、斎藤基速と斎藤誠基を中心に、松田光綱、松田光致、飯尾為隆、治部直前らによる奉行人連署奉書を発給し、義晴と同様に畿内の支配にあたろうとした。義維は京都に入ることはなかったが、京都を支配するため、奉行人連署奉書を発給し、各種の訴訟や嘆願に対応している。
だが、京都を支配したのは義維を擁した晴元の家臣であり、義維自身の支配は脆弱であった。また、京都は古来より攻めやすく守りにくい地であり、義晴とその陣営が存在する限り、すぐに奪還される可能性もあった。実際、義晴は京都を回復するため、3月16日に阿波海部郡の海部元親に忠節を命じたほか、同日に豊後の大友義鑑、5月19日には土佐の一条房家に対し、阿波に攻め入るよう命じている。

### 義晴との攻防

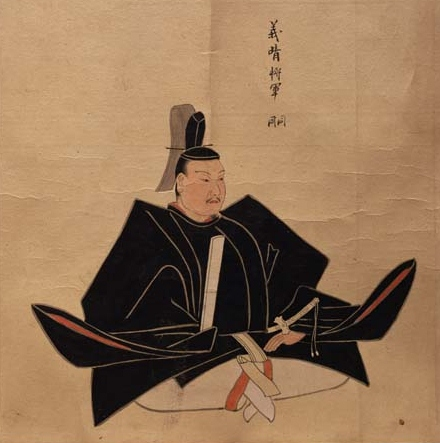
足利義晴

10月、義晴が細川尹賢、六角定頼、朝倉教景ら5万人の軍勢とともに入京した。さらに、義維方の畠山義堯を破り、西岡まで進出したものの、三好元長と柳本賢治が挟撃し、19日にこれを破った。その後、両軍はともに入京し、義晴と元長との間で交渉が行われた。
大永8年（享禄元年、1528年）1月17日、三好元長は六角定頼の仲介を受け、義晴と和睦した。このとき、元長が義晴の滞在していた東寺を訪問して、義晴と面会している。だが、柳本賢治がこれに反発したほか、三好政長も賢治に同調して、28日に京を去った。
この和睦は義晴方では高国が推進しており、元長は和睦を反故にすることはないと考えていた。だが、2月9日には晴元もこの和睦に反対していることが判明した。そのうえ、3月19日には元長が失脚し、四国に下向するという噂が流れた。
5月14日、高国が失脚して京都から逃亡したのち、義晴は軍勢2万（うち1万は六角勢）とともに近江坂本に移った。和睦交渉自体は晴元と義晴方の六角定頼との間で継続されたが、堺の義維が阿波に退却しなかったため、義晴は晴元を疑うようになった。そして、7月に元長が京において、地子銭の徴収を強行したため、交渉が決裂した。
8月20日、朝廷は年号を大永から享禄に改めたが、この改元を義晴方とは交渉したもの、義維方には諮っていなかった。そのため、義維方はこれに抗議する形で、大永の年号を11月に至るまでの3ヶ月間使用し続けた。
9月、義晴が近江坂本から山間部の朽木に移動した。以後、畿内は和泉堺の義維・晴元方と、近江朽木の義晴・高国方に二分され、両勢力が並立することになった。
享禄2年（1529年）10月、元長が柳本賢治との権力争いに敗れ、阿波に帰国した。賢治は松井宗信とともに京都を支配し、翌年から義晴方の伊勢貞忠との間で和睦交渉を行った。
享禄3年（1530年）5月、義維と晴元、可竹軒周聡が和睦に反対し、賢治と宗信は面目を失い、出家した。その後、賢治は細川高国討伐のために出陣したが、6月29日に山伏に殺害された。
8月、高国が播磨守護代の浦上村宗と共に摂津に侵入し、9月に富松を、10月に尼崎を攻略した。これにより、義晴が六角定頼とともにこれに呼応し、上洛を企てた。そのため、晴元は元長に対し、畿内への出陣を求めた。
享禄4年（1531年）2月21日、元長が晴元の求めに応じて阿波から堺に渡海し、後陣の細川氏之の軍勢を待った。
3月10日、元長は南下して堺を攻撃した高国方を破り、これを天王寺・今宮・木津・難波・住吉に押し返した。25日に元長は氏之の軍勢を得たことにより、閏5月には攻勢に出た。
6月4日、晴元方は摂津の天王寺において、細川高国方の軍勢を破り、8日に高国を自害に追いやった（大物崩れ）。これにより、高国を支柱としていた義晴に大きな打撃を与えるとともに、義維は軍事的優位に立ち、将軍就任も間近になるかと思われた。だが、堺公方はその後、内紛に陥った。

### 堺公方の崩壊
8月22日、晴元と氏之が堺において互いに籠城し、争う事態が発生した。その原因は晴元の御前衆である木沢長政と、氏之が支援する三好元長の争いにあった。
享禄5年（1532年）8月22日、元長の家臣の市原氏や三好一秀が柳本神次郎を殺害したため、23日に晴元は元長を討とうとした。だが、氏之が仲裁に入り、元長とその家臣80人が髻を切ってその場を収めた。
3月5日、晴元は元長を討つ覚悟を決め、国人らの動員に取り掛かった。
3月13日、氏之が晴元と義絶し、阿波へと帰還した。そのため、公家の鷲尾隆康は晴元と元長の衝突を予想し、自身の日記『二水記』に記している。
5月、堺公方において、内部抗争が始まった。畠山義堯が晴元への接近を図る自身の内衆・木沢長政を、飯盛山城において包囲した。元長は畠山氏の援軍として、三好家長を派遣した。
一方、晴元はこれに対し、山科本願寺の法主・証如に長政への援軍を依頼した。証如は晴元の依頼を受け、6月5日に摂津の大坂に入って檄を飛ばし、一向一揆を起こした。
一揆は飯盛山城を攻めていた三好家長を討ち、6月17日には紀伊へ逃亡をしようとしていた畠山義堯も自害に追い込んだ。そして、20万の一揆勢は元長のいた堺をも包囲した。元長は敗北を悟り、6月19日に嫡子の三好長慶らを阿波に逃したのち、顕本寺で自害した。
このとき、塩田氏や加地氏らも元長に殉じたほか、義維の奉公人24人も自害している。義維もまた、顕本寺で自害しようとしたが、晴元によって捕らえられ、引接寺に移された。これにより、堺公方は崩壊した。
10月20日、義維は堺を出奔し、淡路に没落したのち、阿波へと去った。これにより、義晴と晴元の間での和睦の障害が消え去り、11月7日に両者の和睦が成立した。

### 阿波での逼塞

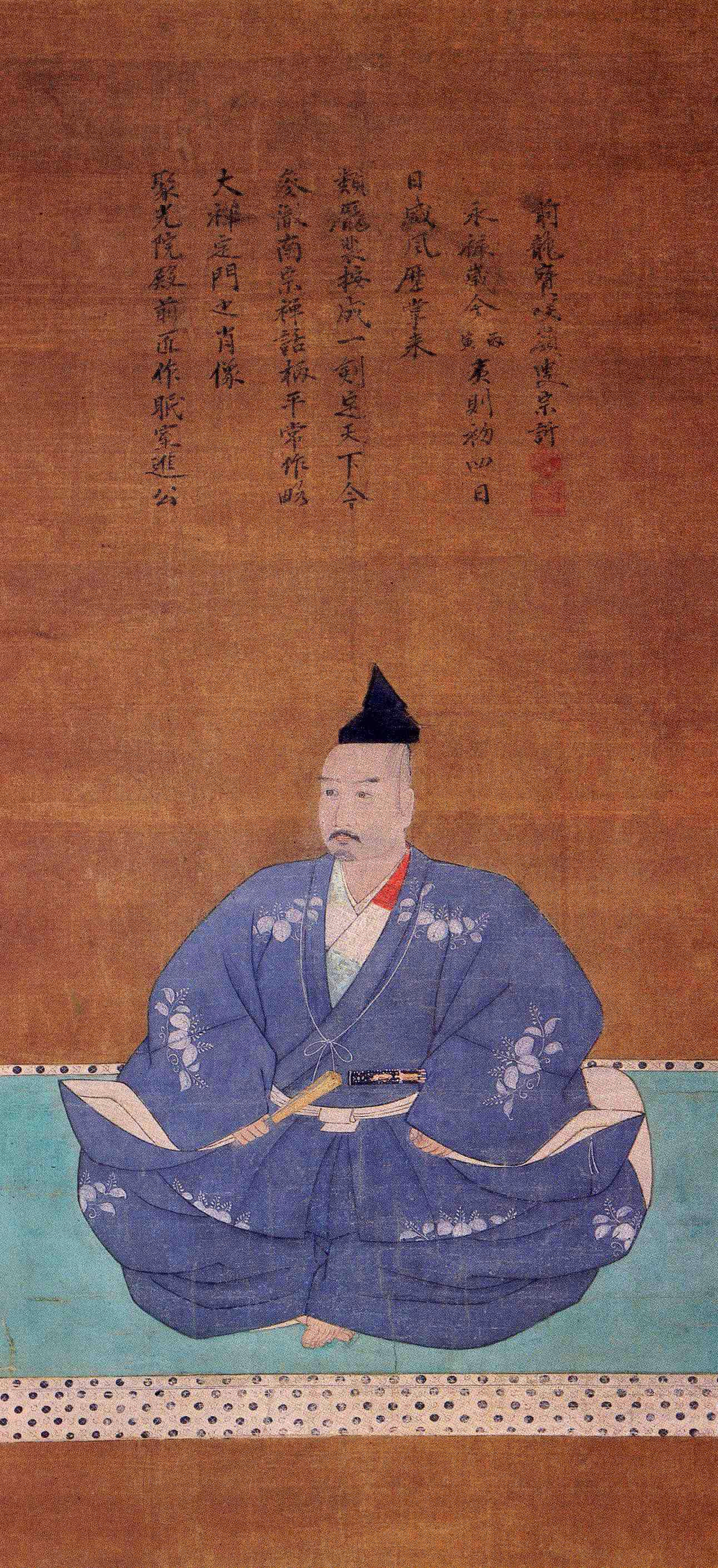
三好長慶

義維は阿波細川氏の庇護を受けて、阿波の平島荘に滞在し、3千貫の所領を得た。そのため、義維は平島公方と称された。だが、義維は以後、阿波において長らく逼塞を余儀なくされた。
堺公方の崩壊後、義晴と晴元の協力する体制が構築され、しばらくの間続いた。だが、天文12年（1543年）7月に高国の後継者である細川氏綱が挙兵し、畿内の情勢が混乱すると、その協調関係も陰りが見えるようになった。
天文15年（1546年）12月、義晴と晴元がついに決裂し、義晴は六角定頼を頼り、近江に去った。そして、義晴は坂本において、嫡子・義輝の元服を行い、将軍職を譲った。だが、晴元は義晴の裏切りの報復として、阿波に逼塞していた義維を擁立した。
天文16年（1547年）2月25日、義維は重臣を堺に派遣し、本願寺の法主・証如に対して、上洛のための協力を依頼した。義維は将軍を戴く氏綱や遊佐長教に対抗するため、劣勢であった晴元やその家臣・三好長慶（元長の嫡子）らの旗頭になって畿内に進出しようとし、復権を目論んだ。
だが、六角定頼はこの事態に頭を悩ませた。定頼にとって、義晴は晴元とともにこれまで支えてきた同志であり、義輝もまた自身が烏帽子親を務めた人物だった。一方の晴元もまた、自身の息女が嫁いだ娘婿であり、近しい存在であった。もし、晴元に味方すれば、義輝の将軍としての権威を否定し、義維を将軍として認めることになってしまうからであった。そのため、定頼は義晴・義輝父子と晴元を和睦させることにした。
7月29日、義晴・義輝父子は六角定頼の仲介のもと、晴元と坂本で和睦した。この和解により、晴元の支援していた義維は立場がなくなった。
11月3日、義維自らが阿波より出陣し、堺への渡海を強行した。だが、証如から相手にされず、晴元からの説得もあり、12月1日に義維は堺から淡路に退去し、そして阿波に帰還した。
結局、戦況は晴元・長慶方の有利に傾いていたため、義維の出る幕はなかった。他方、晴元の家臣・長慶が一連の戦いで台頭し、やがて晴元に代わる存在となっていった。
天文17年（1548年）8月、長慶は晴元に対して、一族の三好政長・政生父子の誅罰を求めたが、晴元が反発したため、9月に決裂した。そして、長慶は晴元に対抗すべく、細川氏綱を擁立した。
天文18年（1549年）6月、義晴・義輝父子が京から近江に逃れ、7月に長慶が氏綱を奉じて入洛した。その後、義晴は京都の奪還を目指したが、天文19年（1550年）5月に水腫によって死去し、戦いは義輝に引き継がれた。
天文21年（1552年）1月、義輝は長慶と和解し、近江から京都へと帰還した。また、義輝は細川氏綱を細川氏の当主と認めて晴元と決別したため、晴元は見捨てられる形となり、若狭へと逃れた。一方、この争いの中で、阿波の義維が長慶に擁立されることはなかった。
天文22年（1553年）3月8日、義輝が長慶との和約を破棄して、三好氏と断交し、晴元と組んだ。だが、8月に長慶は義輝を破り、京から近江朽木へと追いやった。この間、義維を阿波で庇護していた細川氏之が長慶の弟・三好実休によって殺害されている。
10月29日、義維は長慶から上洛を促された。長慶は大阪本願寺に「今、四国室町殿が上洛の準備をしている」と伝えたほか、さらには加賀国内にある将軍家直轄領に関して、義維の上洛後はその滞在費に充てるために三好氏が管理する、とまで伝えている。長慶としては義輝の追放直後、義維を新たに擁立する選択肢があったことがうかがえる。このとき、長慶は本気で義維を擁立するつもりであり、義輝に対して全面対決の姿勢を見せた。
だが、義維は長慶の上洛要請に応じなかった。おそらく、義維は自身を庇護していた氏之が三好実休に殺害されたことから、その兄である長慶をはじめ、三好氏を信用することができなかったと考えられている。
その後、義輝が守護を動員して自身の包囲網を作ろうともせず、また播磨守護の赤松晴政が長慶を頼ってきたりしたため、長慶は義維を擁立する必要性を失った。また、六角氏や畠山氏との友好関係を維持するためにも、義維の擁立という選択肢はなくなった。結局、長慶は足利将軍家の人物を擁立せず、京や畿内を支配する道を選んだ。
永禄元年（1558年）12月、義輝と長慶との間に和睦が成立し、義輝が京へと帰還した。他方、長慶は御相伴衆に加えられたほか、一門もまた高位の幕臣として厚遇されたため、三好氏は義輝と協調する道を選んだ。
結局、義維は畿内の情勢に関わることなく、阿波平島に逼塞し続けた。だが、義維の側近・畠山維広（安枕斎守肱）は、 三好実休とともに堺の豪商の茶会にたびたび出席しており、阿波三好氏との友好関係が構築されていた。実休は氏之を殺害したことにより、守護家を上回る権威を持つ平島公方に接近し、その関係を重視したと考えられる。そして、三好本宗家が義輝の排除に動く一方、阿波三好氏は平島公方と関係を結び、ひいてはその擁立に動くことになった。

### 永禄の変と畿内への進出

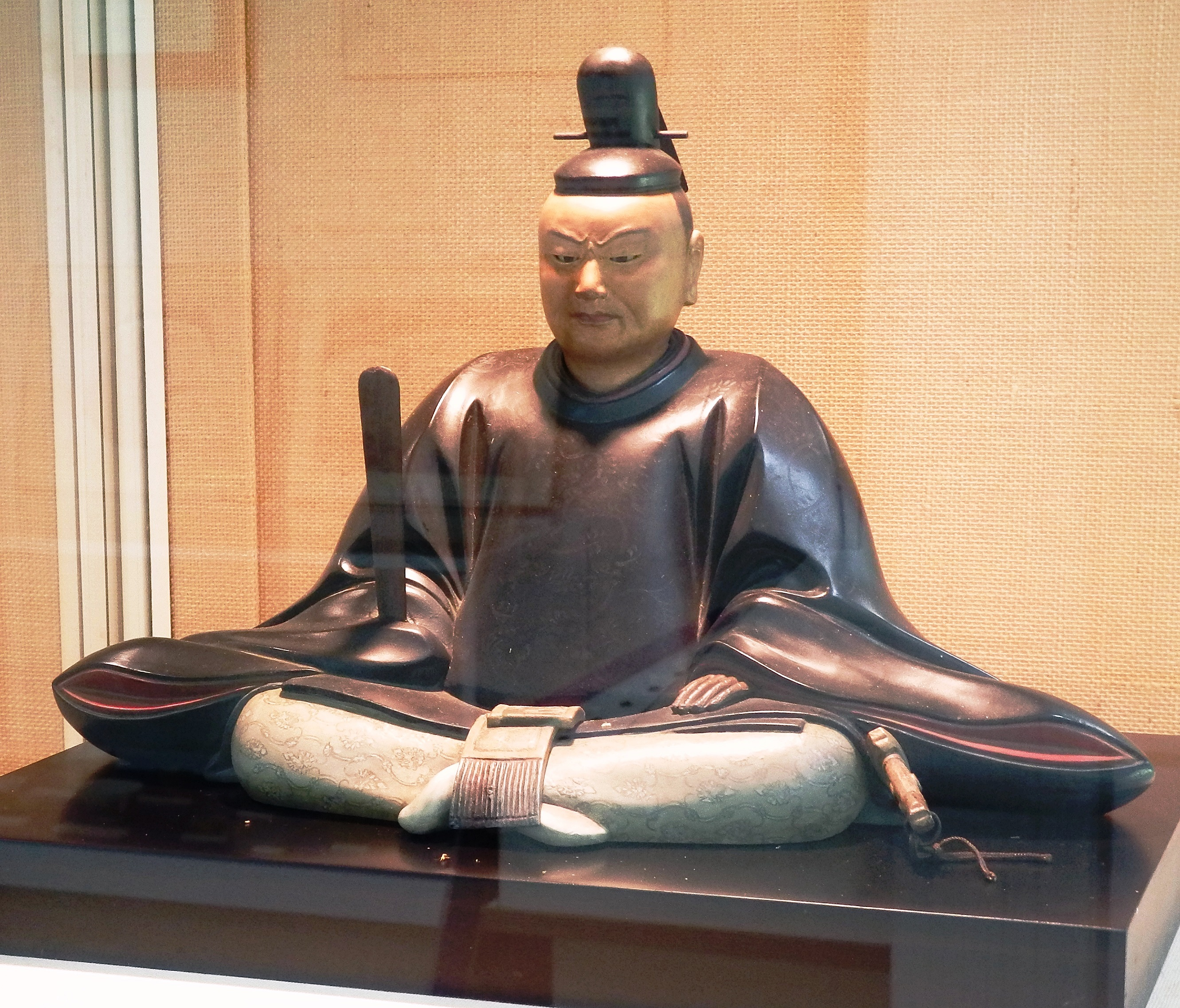
足利義栄

永禄5年（1562年）3月、三好軍が畠山・六角軍と久米田で交戦して敗北し、三好実休が戦死した（久米田の戦い）。死後、阿波三好氏は実休の嫡子・三好長治が継いだ。
永禄7年（1564年）7月、三好氏の惣領たる長慶が病死した。長慶の死後、三好氏は長慶の甥で十河一存の息子・三好義継が新たな惣領となり、三好三人衆や松永久秀・久通父子が補佐にあたった。
その結果、長慶の死によって弱体化する三好氏と、権威を上昇させる義輝との間には、修復し難い対立が生じた。
永禄8年（1565年）5月19日、将軍・足利義輝が京都の二条御所において、三好義継と三好三人衆（三好長逸、三好宗渭、岩成友通）、松永久通らによって殺害された（永禄の変）。このとき、義輝の後継者として、公家や宣教師は平島公方家が擁立されるとの噂をしている。実際、三好方が義輝を殺害した理由が平島公方の擁立にあったのかは不明ではあるが、阿波で逼塞していた義維にとっては大きな好機であった。
永禄9年（1566年）4月、義輝の弟・足利義昭が朝廷から従五位下・左馬頭に叙任され、反三好陣営が活気づいた。もともと、義継や三好三人衆は足利将軍家に依存しない体制の構築を目指していたが、この劣勢を覆すため、平島公方を庇護する阿波三好氏との連携に踏み切った。
平島公方を庇護していた阿波三好氏では、その宿老の篠原長房が中心となって軍事行動の準備を進めた。たが、義維はこのとき50代であり、なおかつ咳気と中風を患っていたため、息子の義栄が擁立されることになった。
6月、義栄は阿波の諸将に擁されて、阿波から淡路の志知に進み、四国一円に軍勢催促を行った。これにより、阿波三好氏の宿老・篠原長房が先陣として2万5千の兵を率いて渡海し、兵庫浦へ上陸、西宮に布陣した。
9月23日、義栄が畿内へ渡海して、摂津の越水城に入城した。このとき、義維ももう一人の息子・義助と阿波から渡海し、義栄に同道する形で越水城に入っている。
12月7日、義栄は義維らとともに、摂津の越水城から富田荘の普門寺に移った。その後、篠原長房が越水城に入城し、畿内における活動拠点とした。

### 悲願の成就と敗北

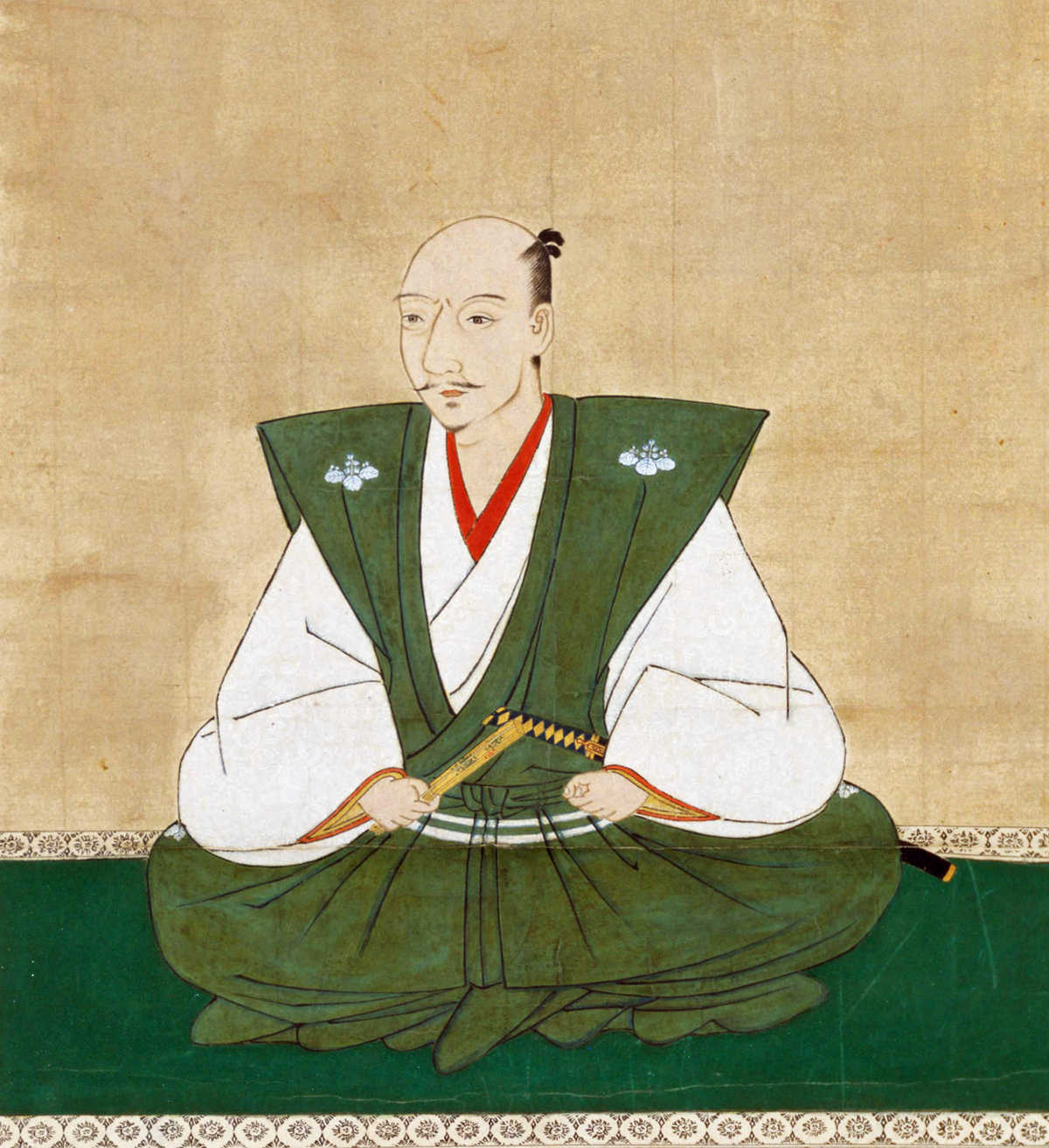
織田信長

永禄11年（1568年）2月8日、義栄が朝廷から征夷大将軍に任じられ、室町幕府の第14代将軍となった。篠原長房ら阿波の諸将にとって、義栄の将軍就任は長年の宿願の達成であった。
無論、義維にとっても宿願の達成であった。義維は義栄に同道していたこともあって、将軍就任をはじめ、実際に主体的に動いたのは義維であった可能性もある。義維は将軍の父・大御所として、義栄を後見しようとした。
そして、義栄は義維と苦楽を共にしてきた重臣・畠山維広、及びその2人の息子である畠山伊豆守、畠山孫六郎をはじめ、三好三人衆筆頭の三好長逸らを登用し、自身を中心とした幕府を構築しようとした。だが、義栄の幕府はそう長くは続かなかった。
7月、義昭が織田信長を頼って、越前から美濃に赴き、その庇護下で擁立されることになった。義昭を擁する信長や三好義継、畠山秋高らの陣営に比べると、義栄の陣営は明らかに劣勢であった。
9月7日、信長が義昭を奉じて、美濃岐阜を出発し、上洛戦を開始した。義栄方の六角義賢は瞬く間に敗れ、三好三人衆も畿内において信長に抗戦したが、その進撃を止めることができなかった。信長の先陣が摂津に侵攻すると、29日に長逸は芥川山城を退去した。長逸が退去したのち、30日に信長が芥川山城に入城し、義栄の在所である富田などを焼き払った。
この頃、義栄は腫物を患って病床にあり、篠原長房に勧められ、阿波で養生することになった。そのため、10月1日に義栄は長房や三好長治らとともに阿波へと退いたが、同月に撫養で死去した。また、9月の段階で、富田の普門寺において死去していたともいう。いずれにせよ、義維の夢は瞬く間に崩れ去る形となった。

### 阿波への帰還と最期
義栄の幕府の崩壊により、義維はもう一人の息子・義助とともに、阿波の平島に帰還した。その後の義維の活動は同時代史料が存在せず、不明である。
天正元年（1573年）10月8日、義維は平島において死去した。この年の7月には、足利義昭が織田信長に槙島城の戦いで敗れ、京都から追放されたことにより、室町幕府が事実上滅亡している。

## 人物・評価

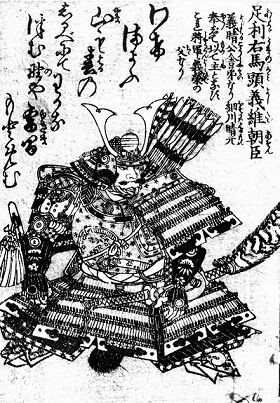
足利義維（『英雄三十六歌仙人』）

- 義維は堺公方として、兄弟の義晴よりも一時期優位に立ったが、朝廷から正式に任命された将軍である義晴の権威を上回ることができなかった[22]。義晴は京を離れていても、御内書を各国の守護・国人に出すなど、巧みな外交戦略を用いて、義維の入京を許さなかった。
- 実際、京都を支配したのは義維側であったが、近江に没落したとはいえど、義晴は現職の将軍であり、奉公衆や奉行衆ら多くの将軍直臣が付き従っていた[22]。一方、義維のもとにも一部の直臣が出仕し、所領の安堵を受けている[22]。義維には義稙より引き継いだ家臣もいたが、その数は多くなく、上洛しても幕府を構成できるほどの人材もいなかった[81]。
- 各地の大名らもまた、義晴を名実ともに将軍と認識していた[82]。全国の守護の動員権は義晴にあり、義維は将軍とは見なされていなかった[82]。また、細川晴元やその重臣は義晴と接触し、和睦の道を模索するなど、義維の自立性は不安定であった[31]。そのようななかでも、高国を滅ぼし、畿内において軍事的優位を得たが、堺公方の内部崩壊により、義維は最後まで将軍に就任できなかった。
- 義維を強く支持した大名は細川晴元のみで、他に関係を持ったのは細川氏之と畠山義堯、義維と氏之に姉妹を嫁がせていた大内義隆、公家では摂関家の九条稙通くらいであった[27][83]。そのうえ、細川氏の家臣（内衆）の中でも柳本賢治や松井宗信のように義晴との和解を主張する者もいた[83]。そして、何よりも義維は細川晴元が京都の実権を握った後も、治安の悪化によって上洛できなかった（＝将軍として在京できる条件が揃わなかった）ために、義晴を解任して将軍宣下を受けることが出来なかったのが、彼が堺公方に留まって中央政権になり得なかった最大の要因であった（後に義維の息子・義栄が上洛しないまま将軍宣下を受けているが、この時の将軍職は空席）[84]。
- 義晴は各地の大名や国人らに御内書を下しているが、一方で義維の御内書は、和泉下守護家の家臣・富田氏、播磨の国人・小寺氏、京都の本能寺に宛てた3通しか確認されていない[82]。また、諸大名への偏諱授与や白傘袋、毛氈鞍覆、塗輿の免許、昇進申請など栄典授与を行ったのもまた、義晴のみであった[27]。
- 朝廷は事実上2人の将軍が存在する状況において、現職の将軍である義晴を正式な将軍として認識していた[81]。朝廷は義晴が京都を離れていた際、洛中の治安維持のため、権大納言に任じ、帰洛を促した[81]。他方、義維に対しては、当初の左馬頭のみで、将軍就任はおろか、官位昇進もさせなかった[81]。また、朝廷が大永から享禄に改元した際、義晴とは交渉したが、義維には何も話をしなかった[81]。朝廷の義維と義晴の2人に対する対応の差は、もはや歴然であった[81]。
- 義維は朝廷が諮らずに大永から享禄に改元したのち、大永の年号を改元から3ヶ月の間、11月に至るまで使い続けた[23]。室町時代、朝廷が改元に際して幕府に相談・連絡し、公武が合意の上で改元を行うというのが慣例であった[23]。また、東アジアにおいて、君主の定めた年号を用いず、過去の年号や別の年号を使用することは、その支配に服さないことを示す意思表示でもあった[23]。義維があえてこのような態度を取ったのは、義晴が京を離れているにもかかわらず、朝廷が義晴のみと改元の交渉を行ったことに対する抗議の姿勢を示すためであった[85]。
- 後奈良天皇は皇位継承後も長らく即位式を挙げられなかったが、即位式の費用などを工面するのは将軍の役目であり、即位式を目指す天皇や朝廷の期待は義維ではなく、義晴にあった[31]。だが、義維が即位式の挙行に関して、特別動いた形跡もない[31]。義維側にはその費用がなく、細川晴元やその重臣はもとより、各地の諸大名からの支援もなかった[31]。義維には全国の守護や大名に対して、即位式のために段銭を課す力がなかったからである[31]。
- 義維が堺に滞在中、その陣営が京都を支配していたこともあって、そのもとには朝廷や寺社から各種の訴訟が持ち込まれたが、それは当時の状況に応じたものであり、義維の支持とは別個のものであった[81]。また、同様の案件が義晴のもとに持ち込まれることもあった[81]。
- 義維は阿波に逼塞しつつも上洛の機会をうかがい、本願寺の法主・証如を頼ろうと何度か連絡を取った[7]。だが、本願寺が義晴との関係を重視したため、義維は幾らかの金銭を渡されて適当にあしらわれた[7]。
- 義維は堺公方の崩壊後、名を「義冬」に改名しているが、これは自身の境遇を「冬」に重ねたからだという[7]。とはいえ、義維が義冬と称した当時の確実な資料は存在しない[7]。『野史』では、義維と義冬とで別人の扱いとなっている[注釈 2]。
- 天文22年（1553年）、細川氏之が家臣の三好実休によって殺害されると、義維は義栄らとともに正室の実家である大内氏を頼って、周防に下向し、永禄6年（1563年）に阿波に戻ったとされる[86][87]。しかしこれは事実ではなく、実際は阿波に逼塞していたと考えられている[86]。
- 義晴の血筋が既に途絶えているのに対し、義維の血筋は現代に至っても続いており、始祖である足利尊氏の血を絶やさずにいる[80]。そうした意味では、義維は義晴に勝利したと見ることもできる[80]。

## 義晴との関係について
義維と義晴は、どちらが兄で弟か判然としていない。これは義維の生年に疑問が多く、何年に誕生したか明確でないからである。義維を義晴の1歳もしくは2歳年上の兄とする説、同年生まれの兄弟とする説、あるいは弟とする説がある。
まず、義晴の出生が永正8年（1511年）であることは間違いなく、多くの史料によって立証されている。これに対して、義維の出生年に関しては諸説がある。
兄とする記録は以下のものがある。兄とする記録は後世の編纂物が多い。
- 『公方両将記』では、義維が永正8年に誕生したとし、義晴がその後に播磨で誕生したとしている[注釈 3]。

- 『続応仁後記』では、義維を義晴と同年の兄とし[注釈 4]、義維が1歳年上の兄と記されている[注釈 5]。

- 義維の家臣だった者の子孫の記録『平島殿先祖並細川家三好家覚書』や、義維の孫にあたる義種の記録『阿州足利平島伝来記』によると、「義維は65歳で天正元年十月八日に没した」と記録されており、その年齢を逆算すると永正6年（1509年）となる[89]。この記録では義維は義晴の2歳上の兄となる[6]。もっとも、義種は義維死去の翌年（天正2年（1574年））の出生で、この記録も前者は寛永2年（1625年）に、後者は寛永6年（1629年）9月に記されたものであり、信頼性に関して疑問が持たれているのも事実である。

- 平島公方側の史料『足利家系譜』[91]には、「実は、義維は、十二代将軍義澄の長子なり」とあり、『阿州足利平島伝来記』には、「義晴を将軍襲位させるために高国が、兄弟順を偽って襲位させた」云々とある。とはいえ、『佐竹系図』[92]によると、義晴は「今出川（義稙）ノ爲猶子。義高（義澄）ノ御息」とあり、義稙の意思で義晴が将軍を襲位したと記されている。

同年生まれの兄弟とする記録には以下がある。また、こちらの記述も当時のものではないので、正確性に劣る。
- 『足利季世記』では、永正8年に義澄に二人の若君（義維と義晴）が誕生したと記されている[6]。この記録に基づけば、同年生まれの兄弟となる[6]。

弟とする記録は以下のものがある。
- 公家の鷲尾隆康が自身の日記『二水記』（大永7年7月13日条）において、義維を「江州武家（義晴）舎弟」と記している[10][88]。また、同記には義維が足利義稙の猶子であったことも記されている[88]。

いずれにせよ、『二水記』に記されているように、義晴を兄、義維を弟とするのが当時の人々の認識であった。
義晴が兄、義維を弟として扱われているのは、生母の違いがあるためではないかとする説もある。義維の生母に関しては、以下の説がある。
- 『二水記』では、 義維が「武衛腹」、つまり斯波氏の所生であったと記されている[93]。
- 『阿州足利平島伝来記』によると、義維の母は阿波守護・細川成之の娘と記されている[6]。義維と阿波細川氏の関係を見れば、義維の母は斯波氏ではなく、成之の娘と見ることもできる[6]。

義維が足利一門で最高の家格を持つものの、足利氏の分家に過ぎない所生であるのに対し、義晴は歴代の将軍正室に迎えられた日野家の所生であった。そのため、義維の母の位置付けが日野氏の上になるとは考えにくく、そこから年齢の順に関係なく義晴・義維の序列が決まってしまったというものである。ただし、義澄の正室である日野永俊の娘は、永正2年（1505年）に義澄と事実上離縁（出家）しており、年代的に永俊の娘が義晴の生母とは考えにくい。さらに、そもそも義晴の生母は「阿与」という御末（雑仕女）であったという説もある。
また、義晴が義澄の継室とされる六角氏の所出（「武衛娘」とあるので斯波氏娘と同一人物ともされる。この場合、義晴と義維は同母兄弟となる）であったとしても、義維の生母である可能性がある斯波氏または細川氏の方が家格は高い。
このように、上記が事実であるとすれば、義維のほうが生母の身分では遥かに嫡出の男子といえる。
父の義澄は2人の息子を別々の地に送ったが、義晴を播磨の赤松氏に預けたのに対し、義維を細川澄元・晴元父子の実家である阿波細川氏に預けている。阿波細川氏の方が赤松氏よりも家格は上であり、この時点においては、義維の扱いは義晴より上であった。
結論、義維に関して確実といえるのは、義澄の息子、義晴の兄弟ということだけであり、あらたな同時代資料の発見を待つ必要がある。ただし、義維の将軍就任に対する執念は、自分が義晴の兄であるという自負から来ていたとも取れ、「弟」の義晴よりも「兄」である自身に正当性があると感じていたと見ることもできる。

## 木像
- 木像は京都の足利家が所持し、それを模造した像が、阿南市立阿波公方・民俗資料館に所蔵、養父の足利義稙、長子の足利義栄の像とともに常設展示されている。

## 偏諱を受けた人物
- 荒川維国
- 畠山維広（安枕斎守肱）
- 畠山維光